# 24번째 날
《24번째 날》(영어: The 24th Day)은 미국에서 제작된 토니 피키릴로 감독의 2004년 드라마 영화이다. 제임스 마즈든, 스콧 스피드먼 등이 출연하였고, 닉 스탈리아노 등이 제작에 참여하였다.
2004년 5월 6일 트라이베카 영화제에서 전 세계 최초로 상영되었다.

## 줄거리
5년 전 톰은 원나이트 스탠드를 통해 댄과 처음이자 마지막으로 남성 간 성관계를 가졌다. 그 뒤 톰의 아내는 HIV 양성 결과를 받고 절망해 자살했으며, 아내에게 바이러스를 옮긴 장본인이었던 톰 본인 역시 HIV 양성으로 판정받았다.
톰은 바에서 자신을 기억하지 못하는 댄에게 처음 보는 척 접근해 아파트로 데려간 뒤 의자에 묶어놓고 피를 뽑는다. 피 검사 결과가 HIV 양성이면 아내 죽음의 근본 원인이 댄이라는 게 확실해지니 그대로 죽여 복수할 생각이다.

## 출연
- 제임스 마즈든 - 댄 역
- 스콧 스피드먼 - 톰 역
- 소피아 베르가라 - 이저벨라 역
- 배리 패픽 - 러너 씨 역
- 찰리 코라도 - 경관 1 역
- 자비스 W. 조지 - 경관 2 역
- 스콧 로먼 - 바텐더 역

## 기타 제작진
- 공동 제작: 루 디자이모 주니어, 브래드 멘덜슨
- 라인 제작: 린 어펠
- 배역: 마이크 레먼
- 미술: 노먼 도지
- 세트: 페기 허버스
- 의상: 레너드 폴랙

## 홈 미디어
지역 1번 DVD가 2004년 8월 31일 출시되었다.